# سارا حمیدی
سارا حمیدی (زادهٔ ۲۴ خرداد ۱۳۶۶ -اصفهان) خواننده ایرانی ساکن فرانسه است.
سارا حمیدی ردیف‌های آوازی موسیقی ایرانی را نزد مائده طباطبائی از شاگردان محمدرضا شجریان از سال ۱۳۸۵ به مدت ۶ سال فرا گرفت.
او با کنسرواتوار پاریس همکاری می‌کند.

## فعالیت‌ها
او با گروه‌هایی همچون، گروه کر اصفهان و گروه کر موسیقی کودک حوزه هنری اصفهان همراهی کرد و نیز اجراهای متعددی در انجمن موسیقی بانوان و دانشگاه هنر اصفهان داشت. او پس از انتشار ویدئویی که او را در حال آواز خواندن نشان می‌داد، شهرت یافت. در آن زمان، بسیاری صدای او را با قمرالملوک وزیری مقایسه کردند.
سارا حمیدی لیسانس مترجمی زبان انگلیسی و فارغ‌التحصیل سال ۱۳۸۸ دانشگاه غیردولتی شیخ بهایی اصفهان است.

## مهاجرت
سارا حمیدی به علت محدودیت‌های موجودبرای فعالیت زنان در عرصه موسیقی در ایران و به دلیل علاقه اش به فراگیری آواز اپرا در سال ۲۰۱۲ به فرانسه مهاجرت کرد و در کنار تدریس موسیقی سنتی ایرانی و اجرا در کنسرتها و جشنواره‌های بین‌المللی و ایرانی، در کنسرواتوار ناسیونال سَن مور پاریس مشغول به تحصیل شد.

## آثار
- بیا حبیبم
- آتش دل
- شاه من
- سنگ خارا